# Bertoldo (personaggio)
Bertoldo è il contadino protagonista del testo seicentesco di Giulio Cesare Croce Le sottilissime astutie di Bertoldo, cui lo stesso autore aggiunse un seguito, Le piacevoli et ridicolose simplicità di Bertoldino (che trattava del figlio di Bertoldo, alle prese con la moglie Marcolfa). Successivamente Adriano Banchieri elaborò un ulteriore seguito, Novella di Cacasenno, figliuolo del semplice Bertoldino.
I tre racconti furono successivamente raccolti e pubblicati insieme nel 1620 con il titolo di Bertoldo, Bertoldino e Cacasenno. Le vicende di padre, figlio e nipote fornirono in seguito l'ispirazione a diversi film, tra cui un film del 1936 di Giorgio Simonelli, un film del 1954 di Mario Amendola e Ruggero Maccari e un film del 1984 di Mario Monicelli.

## Il personaggio
Bertoldo è un contadino robusto, corpulento e assai rozzo, capace di rispondere solo per le rime e di salvarsi con l'imbroglio e le buffonate dagli impicci. La sua famiglia è composta dalla moglie Marcolfa, ancora più sgraziata e volgare e dal figlio Bertoldino, di un'inettitudine esageratamente terribile, capace solo di creare problemi al padre quando è impegnato nei suoi affari o in qualche buffonata.
La grande avventura di Bertoldo incomincia quando questi, a cavallo del suo somarello che lui decorosamente chiama "Cavallo", giunge alla corte del re longobardo Alboino, realmente esistito, che lo mette a dura prova facendogli degli indovinelli. Bertoldo, data la sua astuzia, risponde brillantemente a tutte le domande e addirittura si dimostra simpatico e divertente al re, tanto che lo assume come giocoliere e buffone di corte. Le cose per il contadino vanno a gonfie vele quando però viene nuovamente chiamato a Verona da Alboino perché la figlia Fiorella deve sposarsi con un lord inglese, ma non ne ha nessuna voglia.
Infatti l'uomo è un imbroglione che mira solo alla proprietà del re veronese e sarebbe riuscito anche a conquistare tutto il patrimonio se Bertoldo non lo avesse fermato con un'altra brillante astuzia. Fiorella finalmente può congiungersi con il suo innamorato Brunetto, mediocre cantore, e Bertoldo viene completamente integrato alla vita di corte di Alboino. Tuttavia Bertoldo, abituato ad una vita goliardica di lavoro, di imbrogli e di ruberie, non riesce a sopportare l'improvviso cambiamento di status e così si ammala gravemente e muore. L'epitaffio che re Alboino farà scrivere sulla sua lapide sarà il seguente.
In questa tomba tenebrosa e oscura,

Giace un villan di sì deforme aspetto,

Che più d'orso che d'uomo avea figura,

Ma di tant' alto e nobil'intelletto,

Che stupir fece il Mondo e la Natura.

Mentr' egli visse, fu Bertoldo detto,

Fu grato al Re, morì con aspri duoli

Per non poter mangiar rape e fagiuoli.

## Leggenda di Bertoldo
Il contadino Bertoldo è anche la maschera ispiratrice della "sagra del polentone" di Retorbido, in provincia di Pavia, e del Carnevale Storico Persicetano del paese di San Giovanni in Persiceto, in provincia di Bologna. Secondo la tradizione popolare oltrepadana, Bertoldo proveniva proprio da Retorbido e avrebbe frequentato la corte di Alboino presso la residenza estiva che questi avrebbe avuto nel vicino comune di Codevilla, in località Casareggio, durante l'assedio di Pavia. Secondo un'altra versione, forse più recente, sarebbe invece vissuto nelle vicinanze di Verona, città nella quale sono ambientati i racconti di Giulio Cesare Croce dedicati al personaggio. In Italia settentrionale è diffusa tra le generazioni più anziane l'espressione idiomatica "combinarne più di Bertoldo" per descrivere chi ne combini di tutti i colori.